# Andreas Virginius (Bischof)
Andreas Virginius (* 9. November 1596 in Schwessin; † 20. Dezember 1664 in Reval) war ein deutschbaltischer Theologe und lutherischer Geistlicher im Baltikum.

## Leben
Andreas Virginius stammte aus einer adligen pommerschen Familie. Er besuchte die Schulen in Stargard in Pommern und Stettin und studierte dann an der Universität Rostock, wo er die akademischen Grade eines Magisters der Philosophie und eines Lizentiaten der Theologie erwarb. Danach wirkte er als Adjunkt zunächst an der philosophischen Fakultät der Universität Greifswald, dann an der Universität Königsberg. 1626 wurde er Pfarrer in Garz auf Rügen und Propst im damaligen Schwedisch-Pommern, besuchte aber 1630 Leipzig und Wittenberg, wo er in Kontakt mit den dortigen Theologen stand. 
Bei einem Aufenthalt in Stettin wurde der schwedische König Gustav II. Adolf auf ihn aufmerksam und berief ihn zum Professor für Theologie an seine neugegründete Universität Dorpat (Academia Gustaviana) in Livland. Virginius nahm an der Eröffnung der Universität 1631 Teil und vertrat als „I. Professor“ die Fächer Altes Testament und Kirchengeschichte. Dreimal war Virginius Rektor der Academia Gustaviana (1633, 1638/39 und 1645/46), einmal stand er ihr als Prorektor vor. Von 1650 bis 1656 war er Vizesuperintendent von Livland und Mitglied des Oberkonsistoriums. 
Beim Einfall einer russischen Armee nach Dorpat im Zweiten Nordischen Krieg verließ Virginius die Stadt und ging über Reval in die schwedische Hauptstadt Stockholm. Von 1658 bis zu seinem Tod war Virginius als Nachfolger von Joachim Jhering (1580–1657) lutherischer Bischof von Estland.
Virginius hat mehr als 180 theologische und philosophische Disputationen herausgegeben.